# Boletín Oficial de Canarias
El Boletín Oficial de Canarias (BOC) es el diario oficial de la comunidad autónoma de Canarias (España). En él se publica toda la legislación propia de la comunidad autónoma y los decretos oficiales del Gobierno de Canarias.
Además del BOC, es el Gobierno de Canarias el que edita los boletines oficiales de las provincias de Santa Cruz de Tenerife y de Las Palmas debido a la ausencia de organismos públicos provinciales. En las demás provincias de España de comunidades autónomas pluriprovinciales son las Diputaciones las que publican el boletín y no la comunidad autónoma.
El boletín se edita desde que se constituyó la Junta Preautonómica de Canarias durante la transición española.